# Piacenza Calcio
El Piacenza Calcio és un equip italià de futbol de la ciutat de Piacenza, que juga actualment a la Serie C.

## Història
Va ser fundat l'any 1919. El títol més destacat de la seva història fou la copa anglo-italiana de l'any 1986. A la Serie A la seva millor classificació fou una dotzena posició les temporades 1997/1998 i 2001/2002. El seu primer ascens a aquesta categoria fou l'any 1993.

## Palmarès
- Copa anglo-italiana de futbol
  - 1986
- Serie B
  - 1994/95
- Serie C
  - 1986/87, 1990/91
- Campionat d'Emília-Romanya:
  - 1919/20